# Otto Magnus Stackelberg (arkeolog)

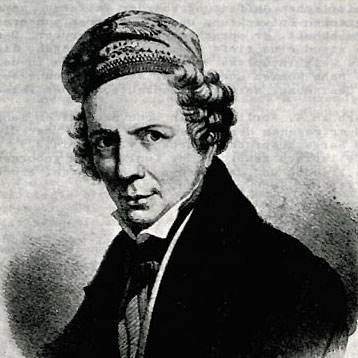
Otto Magnus von Stackelberg

Otto Magnus (von) Stackelberg, född 1786 i Reval, död 1837, var en rysk friherre, arkeolog och målare. 
Stackelberg studerade målarkonsten i Dresden och Rom samt företog 1810 en arkeologisk forskningsresa i Grekland, där han 1812 ledde utgrävningen av Apollontemplet vid Figalia. Över detta fynd utgav han 1826 en beskrivning tillägnad tsar Nikolaj I av Ryssland, som med 18 000 piaster lösköpt honom från turkiska pirater. Dessutom skrev Stackelberg Costumes et usages des peuples de la Grèce moderne (1825), La Grèce (1834) och Die Gräber der Hellenen (1837). Han efterlämnade betydande konstsamlingar. En biografi över honom författades av brorsdottern Natalie von Stackelberg (1882).